# Dimitri Bodiansky
Pour les articles homonymes, voir Bodiansky.
Dimitri Bodiansky, né le 3 avril 1964 à Paris, est un saxophoniste et claviériste français. Il a été membre du groupe Indochine à leurs débuts, avant de se reconvertir dans la composition de musique de jeu vidéo et la réalisation.

## Biographie

### Famille
Il est le fils de l'écrivain Vladimir V. Bodiansky et le petit-fils de Vladimir Bodiansky, un architecte spécialisé dans l'architecture moderne.
Il a trois enfants, Boris (né en 1987), Xenia (née en 1995) et Ilya (né en 2007).

### Indochine
La sœur et une cousine de Dimitri connaissaient Nicola Sirkis et c'est par leur intermédiaire qu'il fait sa connaissance. Sachant qu'il commençait le saxophone, Nicola lui propose de faire une audition pour le groupe Les Espions, leur premier groupe dans lequel se trouvait aussi Dominik Nicolas à la basse. Mais ce fut un fiasco. Par la suite, il intègre le groupe Indochine alors qu'il n'a que 17 ans. N'étant pas encore majeur, c'est son père qui signe le contrat avec la maison de disques pour l'enregistrement des deux premiers albums, L'Aventurier et Le Péril jaune.
Il joue, à ses débuts, du saxophone alto  (modèle le plus utilisé pour l'étude), avant de se tourner progressivement vers le saxophone ténor.
Il quitte le groupe en 1989, souhaitant être plus présent auprès de sa famille. Il est néanmoins toujours resté proche de Nicola Sirkis qui deviendra le parrain de ses enfants.
Au départ de Dominique Nicolas en 1995, il a été un moment rappelé par le groupe, mais ne l'a finalement pas réintégré. Il a malgré tout enregistré une partie de saxophone sur la chanson Drugstar dans l'album Wax. Il a joué cette même chanson avec le groupe le 11 mai 1997 à l'Ancienne Belgique de Bruxelles. Ce concert a été enregistré et vendu sous le titre Indo Live.
Il continue à apparaître sur scène avec le groupe de temps à autre, comme le 16 juin 1992 à l'Olympia de Paris, le 17 décembre 1999 au Zénith de Paris pour Tes yeux noirs ou le 26 juin 2010 au Stade de France accompagné de Lou Sirkis pour Tes yeux noirs, ou encore récemment, sur la tournée Central Tour, le 21 mai 2022 au stade de France, le 4 juin 2022 au Matmut Atlantique de Bordeaux et le 25 juin 2022 au Groupama stadium de Lyon, pour Dizzidence Politik.

### Après Indochine

#### Knockin' Boots Productions (KBP)
Il est le fondateur et président directeur général de la société de production KBP (Knockin'Boots Productions), de 1994 à 2012.

##### Production de jeux vidéo
Il a participé à la production de nombreux jeux vidéo pour la localisation et le design sonore (musiques, enregistrement des voix et bruitages).

##### Productions de séries animées et sitcom
Après 2002, KBP fait évoluer son activité par la production, la réalisation et l'habillement sonore de séries animées et d'une sitcom.
Dimitri Bodianski a lui-même créé, produit et réalisé :
- Lakmi et Boomy[6] (série animée sur les sites web de RTL et RTL2, puis sur les chaînes de télévision Game One et Jimmy)
- Friday Wear (série animée sur Filles TV) (également co-compositeur des musiques de la série).
- Trop la classe ! (sitcom)[7] (Disney Channel) (co-compositeur de la musique de la série).

En 2010, il réalise avec Johan Chiron le téléfilm dérivé de cette sitcom intitulé Trop la classe verte !.

#### Autres projets
Il est également un des compositeurs des musiques de la série Corneil et Bernie.
En décembre 2014, il recrée une société de production de films et programmes pour la télévision sous le nom de Spoon & Partners mais elle arrête son activité dès le mois d'avril 2016.
En complément de la société KBP, il avait dirigé la société de Production 12 & 13, avec Frédérik Rangé, de 2007 à 2011.